# Franco Miele
Franco Miele (Formia, 15 maggio 1924 – Roma, 19 ottobre 1983) è stato un pittore e critico d'arte italiano.

## Biografia
Nato a Formia, si trasferisce a Roma, dove consegue la Laurea in Filosofia. Nel 1946 inizia la sua attività di pittore e critico d'arte: come pittore espone alla VII Quadriennale nazionale d'arte di Roma e alla Biennale internazionale di Venezia. Partecipa, inoltre, a mostre in molti paesi europei e in USA: esposizioni personali sono presentate in diverse città italiane, come Roma, e all'estero (Zurigo, Chicago, Mosca).
Nell'aprile del 1963, al concorso “Pittura in Ciociaria” presso l'Abbazia di Casamari, è componente della giuria presieduta da Giorgio De Chirico, insieme con Eliano Fantuzzi, Felice Ludovisi, Michele Rosa, Claudia Refice, Carlo Savini, Giuseppe Selvaggi, Gisberto Ceracchini.
Come critico, si pone a favore delle arti figurative e contro l'astrattismo. Tale indirizzo sembrerebbe palesarsi dai suoi dipinti;  «appartiene a quella schiera di pittori avanzati [...] che si sforzano di abbandonare l'astrazione fine a se stessa e di rendere nuovamente riconoscibile le superfici dipinte, quali ponti, case e mare» (Ulrich Hauser, "St. Gallen Tagblatt", 12/6/1953).
Miele mostra un profondo amore per la Russia, di cui pure mostra la sua originale interpretazione nella sua arte: «La Russia di Franco Miele è così nella realtà e allo stesso tempo fuori dalla realtà; è luminosa tra silenzi e solitudini; è concreta ed insieme leggendaria; è quanto mai umana pur nelle trasposizioni della fantasia.» (Giorgio De Chirico, 1967).
Le sue opere sono esposte in diversi musei e luoghi pubblici istituzionali, come biblioteche, o la stessa Camera dei deputati (Natura Morta).

## Riconoscimenti
- 1965 e 1973: premio della Cultura della Presidenza del Consiglio dei Ministri
- 1968: primo premio al concorso internazionale della rivista Sovietskaja Genchina (Mosca).

## Opere
- Miele F., La polemica sull'astrattismo, Roma, Istituto editoriale pubblicazioni internazionali, 1958, SBN SBL048486.
- Miele F., Teoria e storia dell'estetica: fondamenti e problematica dell'arte, Milano, Mursia & C., 1964, SBN SBL0478603.
- Miele F., La verita ha un volto : i canti del saraceno, Milano, U. Mursia, 1966, SBN SBL0538717.
- Miele F., Canti per Ksenia, Roma, pubblicazioni internazionali, 1966, SBN SBL0555448.
- Miele F., Il mondo russo di Valeria Nisskaja, Roma, Edizioni la Grafica della barcaccia, 19…, SBN BVE0363292.
- Miele F., Maestri d'oggi a Roma / sotto il patrocinio dell'Ente provinciale del turismo di Ancona, Circolo della vela, Ancona 6-13 aprile, Roma, Tip. Di Lauro, 1967?, SBN BVE0609782.
- Miele F., Canti per Ksenia, Roma, Istituto Editoriale Pubblicazioni Internazionali, 1967?, SBN BVE0609776.
- Nino Bertoletti (saggio critico), Edizioni La Gradiva, 1970 [senza fonte]
- Iberia, Carte Segrete 1976 [senza fonte]
- L'avanguardia tradita: Arte russa dal XIX al XX sec, Carte Segrete, 1973 [senza fonte]